# 050plus
050plus（ゼロ・ゴー・ゼロ プラス）は、NTTコミュニケーションズ（現・NTTドコモビジネス）が提供するインターネット電話 (VoIP) サービスである。スマートフォン (iOS, Android) やパソコン (Windows/macOS) に対応したインターネット電話や留守番電話、テキストチャットの機能を有する。2011年7月よりサービス提供開始。2023年6月26日をもって新規申込受付を終了した。

## 概要
アカウントに必ず050番号を付与するため、050plus同士だけでなく固定電話や携帯電話との発着信が可能。なお、海外（現地のWi-Fiもしくはパケット通信を使用）からの通話も日本国内通話扱いとなる。
法人向けに内線電話機能などを有した050plus for BIZも提供している。2014年3月時点のユーザー数は約45万人としている。
同じくNTTコミュニケーションズが提供するMVNO（格安SIM）であるOCNモバイルONEの音声通話対応プランを使用しているユーザーは月額料金無料で使用できたが、2018年7月2日以降新たに利用開始した場合、有料化された（それ以前に継続契約していれば、無料）。

## テレビCM
出演者
- EXILE - 出演（2011年11月 - 2013年）
- マツコ・デラックス - 出演（2013年12月 - ）